# Hàng không năm 1951

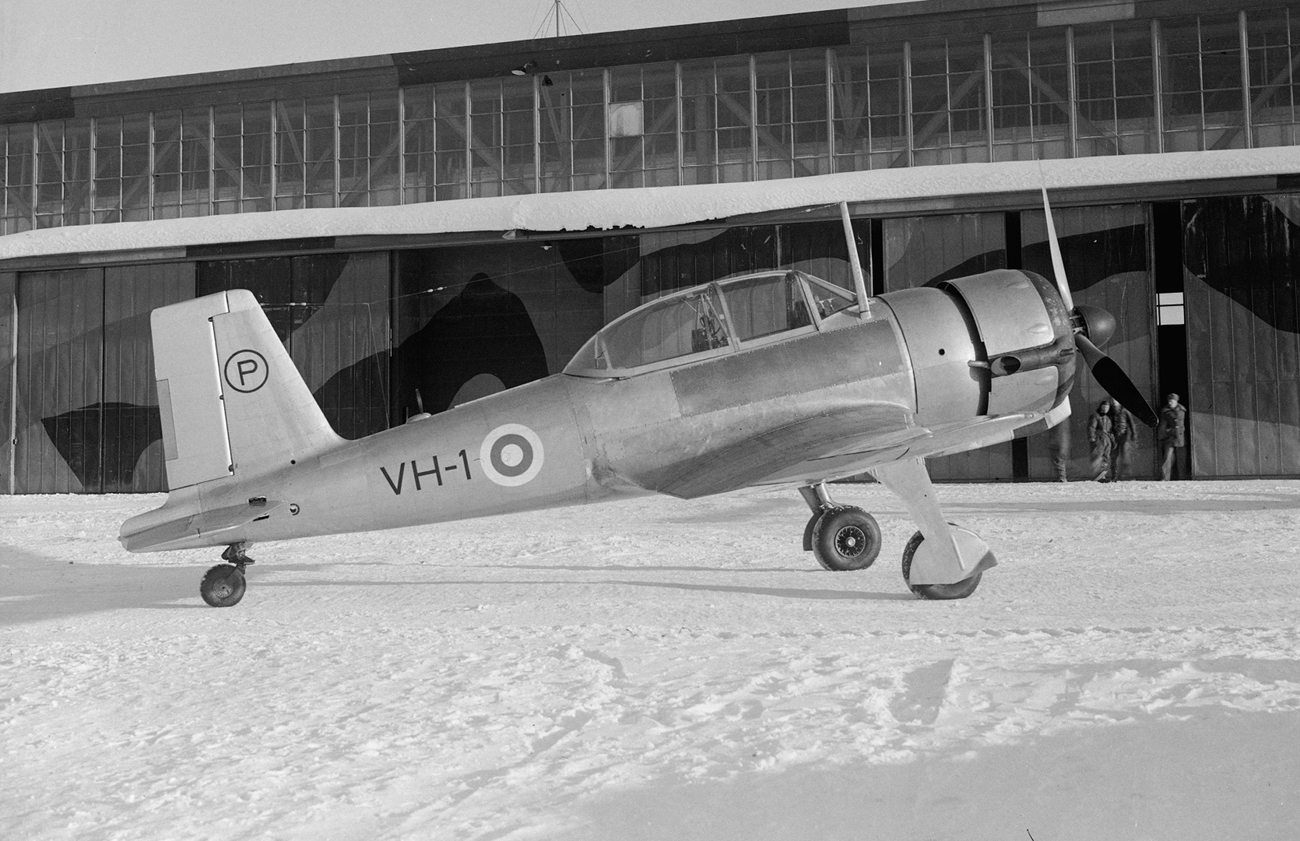
Valmet Vihurin prototyyppi VH-1 Tampereella 6.2.1951. Luutnantti Esko Halme suoritti koneen ensilennon.

Đây là danh sách các sự kiện hàng không nổi bật xảy ra trong năm 1951:

## Các sự kiện

### Tháng 2
- 21 tháng 2 - một chiếc English Electric Canberra trở thành máy bay phản lực đầu tiên thực hiện chuyến bay xuyên qua Đại Tây Dương mà không cần tiếp nhiên liệu, chuyến bay kéo dài trong 4 giờ 37 phút.

### Tháng 3
- 6 tháng 3 - công ty máy bay Martin có được quyền sản xuất máy bay English Electric Canberra với tên gọi là B-57
- 15 tháng 3 - một chiếc máy bay đổ bộ trên mặt nước thuộc hãng hàng không Qantas thực hiện một chuyến bay khảo sát từ Sydney đến Valparaíso qua Đảo Phục Sinh, đây là chuyến bay dân dụng đầu tiên xuyên qua Nam Thái Bình Dương.

### Tháng 4
- 12 tháng 4 - 48 chiếc B-29 Superfortress của USAF tấn công cầu đường sắt Sinuiju trên sông Yalu.

### Tháng 5
- 1 tháng 5 - A-1 Skyraider và F4U Corsair thuộc Hải quân Hoa Kỳ cất cánh từ tàu sân bay USS Princeton tấn công đập Hwachon, làm xuất hiện lũ trên sông Pukhan
- 20 tháng 5 - đại úy James Jabara trở thành phi công xuất sắc đầu tiên khi bắn hạ 5 chiếc Mikoyan-Gurevich MiG-15 bằng chiếc F-86 Sabre của mình
- 29 tháng 5 - đại úy C. Blair thực hiện chuyến bay một mình qua Bắc Cực đầu tiên trên thế giới bằng một chiếc P-51 Mustang

### Tháng 6
- 1 tháng 6 - BEA bắt đầu phục vụ dịch vụ vận chuyển trực thăng giữa London và Birmingham

### Tháng 7
- Phi đội số 25 Không quân Hoàng gia Anh trở thành phi đội tiêm kích phản lực ban đêm đầu tiên trên thế giới khi họ nhận được những chiếc de Havilland Vampire NF10.
- 6 tháng 7 - tiếp nhiên liệu trên không được sử dụng lần đầu cho chiến đấu, với một chiếc KB-29 Superfortress tiếp nhiên liệu cho 4 chiếc RF-80 Shooting Stars trên bầu trời Bắc Triều Tiên

### Tháng 8
- Đội biểu diễn nhào lộn trên không của Canada là Blue Devils bị giải tán.
- 1 tháng 8 - Japan Air Lines được thành lập.
- 7 tháng 8 - Bill Bridgeman lập một kỷ lục vận tốc với trên một chiếc Douglas Skyrocket với vận tốc Mach 1.88 (1.245 mph, 1.992 km/h).
- 15 tháng 8 - Bill Bridgeman lập một kỷ lục độ cao mới trên chiếc Douglas Skyrocket với độ cao 74.494 ft (22.706 m).
- 15 tháng 8 - BEA bắt đầu phục vụ chuyên chở bằng máy bay turbin phản lực cánh quạt đầu tiên trên thế giới, sử dụng một chiếc Douglas DC-3 được sửa chữa để lắp hai động cơ Rolls Royce Dart.

### Tháng 9
- 16 tháng 9 - một chiếc F2H-2 Banshee của Hải quân Hoa Kỳ đã bị hư hại nặng khi đang cố gắng thử hạ cánh xuống tàu sân bay USS Essex (CV-9), nó đã đâm vào một nhóm những máy bay đang đỗ trên sàn tàu và giết chết 7 thủy thủ.
- 21 tháng 9 - Thủy quân Lục chiến Hoa Kỳ thực hiện cuộc triển khai quân số lớn đầu tiên trên thế giới bằng trực thăng. 228 lính đã được đổ bộ bằng 12 chiếc Sikorsky HRS

### Tháng 10
- 3 tháng 10 - HS-1 được trang bị cho các đơn vị, Hải quân Hoa Kỳ đã sử dụng chúng để thành lập nên phi đội trực thăng ASW (chống tàu ngầm) đầu tiên.
- 23 tháng 10 - 10 chiếc Boeing B-29 Superfortressthực hiện một nhiệm vụ tấn công vào sân bay ở Bắc Triều Tiên. 3 chiếc đã bị bắn hạ và 4 chiếc phải hạ cánh khẩn cấp tại Nam Triều Tiên, và 3 chiếc bị hư hỏng nặng phải trở lại Okinawa. Đây là nhiệm vụ ban ngày cuối cùng được thực hiện bởi B-29.
- 25 tháng 10 - Japan Airlines thực hiện chuyến bay đầu tiên, sử dụng 3 chiếc Martin 2-0-2 của hãng Northwest Airlines, được điều khiển bởi phi hành đoàn của Northwest.  Lưu trữ ngày 4 tháng 1 năm 2007 tại Wayback Machine

### Tháng 12
- 1 tháng 12 - F/O Bruce Gogerly thuộc Phi đội 77, Không quân Hoàng gia Australia (RAAF), bay trên một chiếc Gloster Meteor, đã bắn hạ một chiếc MiG-15 do phi công Liên Xô điều khiển, đây là chiến thắng đầu tiên trong số 4 chiến thắng trong không chiến của RAAF trong Chiến tranh Triều Tiên. Lưu trữ ngày 12 tháng 3 năm 2007 tại Wayback Machine
- 12 tháng 12 - Alaska Air trở thành hãng hàng không đầu tiên bay qua Bắc Cực
- 13 tháng 12 - thiếu tá George Davis thuộc Phi đội tiêm kích đánh chặn 334 bắn hạ 4 chiếc MiG-15 trong một ngày

## Chuyến bay đầu tiên
Tháng 2
- 23 tháng 2 - Dassault Mystère

Tháng 3
- 12 tháng 3 - Fairey Delta FD.1
- 15 tháng 3 - Sud-Ouest SO.30R

Tháng 4
- 26 tháng 4 - Lockheed X-7

Tháng 5
- 18 tháng 5 - Vickers Valiant nguyên mẫu WB210

Tháng 6
- 20 tháng 6 - Bell X-5, máy bay cánh cụp cánh xòe đầu tiên
- 21 tháng 6 - Handley Page HP.88

Tháng 7
- 16 tháng 7 - Iberavia I-11 EC-AFE
- 20 tháng 7 - Hawker Hunter nguyên mẫu WB188

Tháng 8
- 5 tháng 8 - HAL HT-2, thiết kế huấn luyện cơ bản đầu tiên do Ấn Độ thực hiện
- 5 tháng 8 - Supermarine Swift WJ960
- 7 tháng 8 - McDonnell F3H Demon 125444
- 31 tháng 8 - Supermarine Type 508 VX133

Tháng 9
- 7 tháng 9 - Auster B.4 G-AMKL
- 26 tháng 9 - de Havilland Sea Vixen WG326

Tháng 11
- 26 tháng 11 - Gloster Javelin nguyên mẫu WD804

Tháng 12
- 10 tháng 12 - Fiat G.80, máy bay phản lực đầu tiên của Ý
- 10 tháng 12 - Kaman K-225, trực thăng động cơturbine đầu tiên
- 12 tháng 12 - de Havilland Canada DHC-3 Otter nguyên mẫu CF-DYK-X

## Bắt đầu hoạt động
Tháng 2
- Avro Shackleton trong Phi đội số 120 RAF (Bộ tư lệnh duyên hải)

Tháng 5
- 24 tháng 5 - English Electric Canberra trong Phi đội số 101 RAF

Tháng 7
- de Havilland Vampire NF10 trong Phi đội số 25 RAF.

Tháng 8
- Gloster Meteor NF11 trong Phi đội số 29 RAF
- 22 tháng 8 - Supermarine Attacker trong Phi đội Hải quân 800, đây là máy bay phản lực đầu tiên của Binh chủng Không quân Hải quân Hoàng gia Anh.

Tháng 12
- 17 tháng 12 - Lockheed Super Constellation trong hãng hàng không Eastern Air Lines.